# Lubomierz
Pour les articles homonymes, voir Lubomierz (homonymie).
Lubomierz est une ville de Pologne, située dans l'ouest du pays, dans la voïvodie de Basse-Silésie. Elle est le chef-lieu de la gmina de Lubomierz, dans le powiat de Lwówek Śląski.
Elle abrite l'Église Sainte-Marie et Saint-Materne de Lubomierz

## Histoire
De 1816 à 1945, Liebenthal fait partie de l'arrondissement de Löwenberg-en-Silésie dans le district de Liegnitz au sein de la province de Silésie.